# 头下军州
头下军州，是辽朝特有的行政区划单位，为诸王、外戚、大臣及诸部以所俘掠的人口建立的私人州县。其中规模最大的为头下军州，规模较小的还有头下县、头下城、头下堡等。

## 简介
据辽史记载，允许横帐诸王、国舅、公主创立州城，其余人等不得建城郭，由朝廷赐州县额。其人口来源主要是俘户（除了公主媵户置州的情况），均隶属于头下主个人，称为“私奴”或“生口”。头下军州的节度使由朝廷任命，刺史以下均由领主私奴担任。除了酒税须向上京盐铁司缴纳以外，其余赋税都归属于头下领主。
辽朝头下军州的领主实行严格的世袭制度。只有反叛和绝嗣两种情况下，头下军州才会被朝廷籍没。
头下军州基本分布在上京道、中京道和东京道境内，尤其集中在潢河流域。少数分布在西京道境内。

## 各头下军州[5]
- 徽州，宣德军，节度。辽景宗女秦晋大长公主所建。媵臣万户，在宜州之北二百里，因建州城。北至上京七百里。节度使以下，皆公主府署。户一万。
- 成州，长庆军，节度。辽圣宗女晋国长公主以上赐媵臣户置。在宜州北一百六十里，因建州城。北至上京七百四十里。户四千。
- 懿州，广顺军，节度。辽圣宗女燕国长公主（又记为越国公主，可能是辽圣宗第三女耶律槊古）以上赐媵臣户置。在显州东北二百里，因建州城。西北至上京八百里。户四千。
- 渭州，高阳军，节度。驸马都尉萧匹敌建。尚秦国王耶律隆庆女韩国长公主，以所赐媵臣建州城。显州东北二百五十里。辽制，皇子嫡生者，其女与帝女同。户一千。
- 壕州。国舅宰相南征，俘掠汉民，居辽东西安平县故地。在显州东北二百二十里，西北至上京七百二十里。户六千。
- 原州。本辽东北安平县地。显州东北三百里。国舅金德俘掠汉民建城。西北至上京八百里。户五百。
- 福州。国舅萧宁建。南征俘掠汉民，居北安平县故地。在原州北二十里，西北至上京七百八十里。户三百。
- 横州。国舅萧克忠建。部下牧人居汉故辽阳县地，因置州城。在辽州西北九十里，西北至上京七百二十里。有横山。户二百。
- 凤州。稿离国故地，渤海国之安宁郡境，南王府五帐分地。在韩州北二百里，西北至上京九百里。户四千。
- 遂州。本高州地，南王府五帐放牧於此。在檀州西二百里，西北至上京一千里。户五百。
- 丰州。本辽泽大部落，遥辇氏僧隐牧地。北至上京三百五十里。户五百。
- 顺州。本辽队县地。横帐南王府俘掠燕、蓟、顺州之民，建城居之。在显州东北一百二十里，西北至上京九百里。户一千。
- 闾州。罗古王牧地，近医巫闾山。在辽州西一百三十里，西北至上京九百五十里。户一千。
- 松山州。本辽泽大部落，横帐普古王牧地。有松山。北至上京一百七十里。户五百。
- 豫州。横帐陈王牧地。南至上京三百里。户五百。
- 宁州。本大贺氏勒得山，横帐管宁王放牧地。在豫州东八十里，西南至上京三百五十里。户三百。
- 抚州。《辽史》未记录。
- 全州。[6]统和九年五月己未，以秦王韩匡嗣私城为全州。